# 딸기와 초콜릿
딸기와 초콜릿(Fresa Y Chocolate, Strawberry And Chocolate)은 스페인에서 제작된 후안 카를로스 타비오 감독의 1994년 드라마, 코미디 영화이다. 호르헤 페루고리아 등이 주연으로 출연하였다. 개봉명은 쿠바 영화 스페셜 주간 - 딸기와 초콜렛이다.

## 출연

### 주연
- 호르헤 페루고리아
- 블라디미르 크루즈

### 조연
- 미타 이바라
- 프린시스코 갈토노
- 조엘 안젤리노
- 마릴린 솔라야
- 안드레스 코르티나

## 제작진
- 의상: 미리암 듀에나스
- Ass-PD: 후안 무노즈